# 本居春庭
本居 春庭（もとおり はるにわ、宝暦13年2月3日（1763年3月17日） - 文政11年11月7日（1828年12月13日））は、江戸時代後期の国学者、国語学者。本居宣長の実子で長男。通称は健亭。号は後鈴屋。

## 生涯
宝暦13年（1763年）、伊勢国安濃郡（現・三重県津市）にある母かつの実家で生まれる。幼名は健蔵。
幼少より宣長によって教育を兼ねた文献筆写を行わせられる。宣長の口述筆記も行い、後の活用研究に大きな影響を与えたのが、20歳の時の『活用言の冊子』の筆記である。また宣長の調合した売薬の販売を手伝い、『古事記伝』の刊行が決定した後は、その版下書をしている。
寛政3年（1791年）正月頃に眼病を患う。しばらくは自宅で療養していたが、結果が思わしくないので、尾張国馬島（現・愛知県海部郡大治町）にある明眼院などで入院加療を受けるが、病状は徐々に悪化する。寛政7年（1795年）の頃には完全に失明したと考えられ、家督は養子となった本居大平に譲られた。
享和元年（1801年）に宣長が没する。享和2年（1802年）に大平が正式に本居家を相続し、春庭は大平方厄介となるが、春庭は父の遺志を継いで学問の普及を企図した。門人には足代弘訓、東条義門、富樫広蔭などがいるが、中には宣長の高弟も少なからずいた。

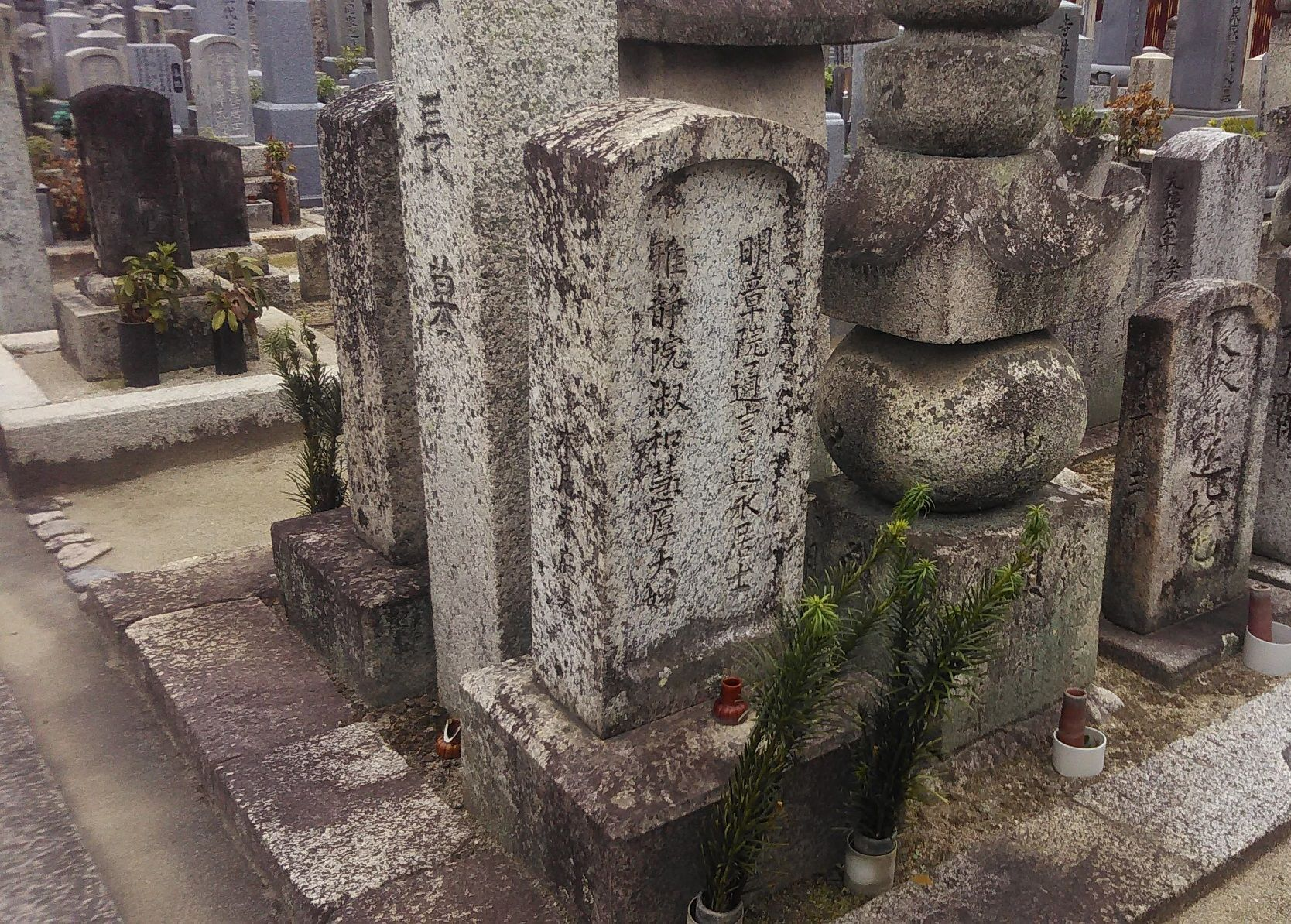
本居春庭の墓（国指定史跡）

文政11年（1828年）没。66歳。樹敬寺に葬られた。戒名は「明章院通言道永居士」。宣長の墓と背中合わせに建っている。

### 没後
文政12年（1829年）、一周忌を機に従前の「鈴屋影前会」に合わせて「悼前会」が開催される。兼題と当座を手向けるもので、明治36年（1903年）まで続いたとされる。
大正13年（1924年）、正五位を追贈された。

## 業績

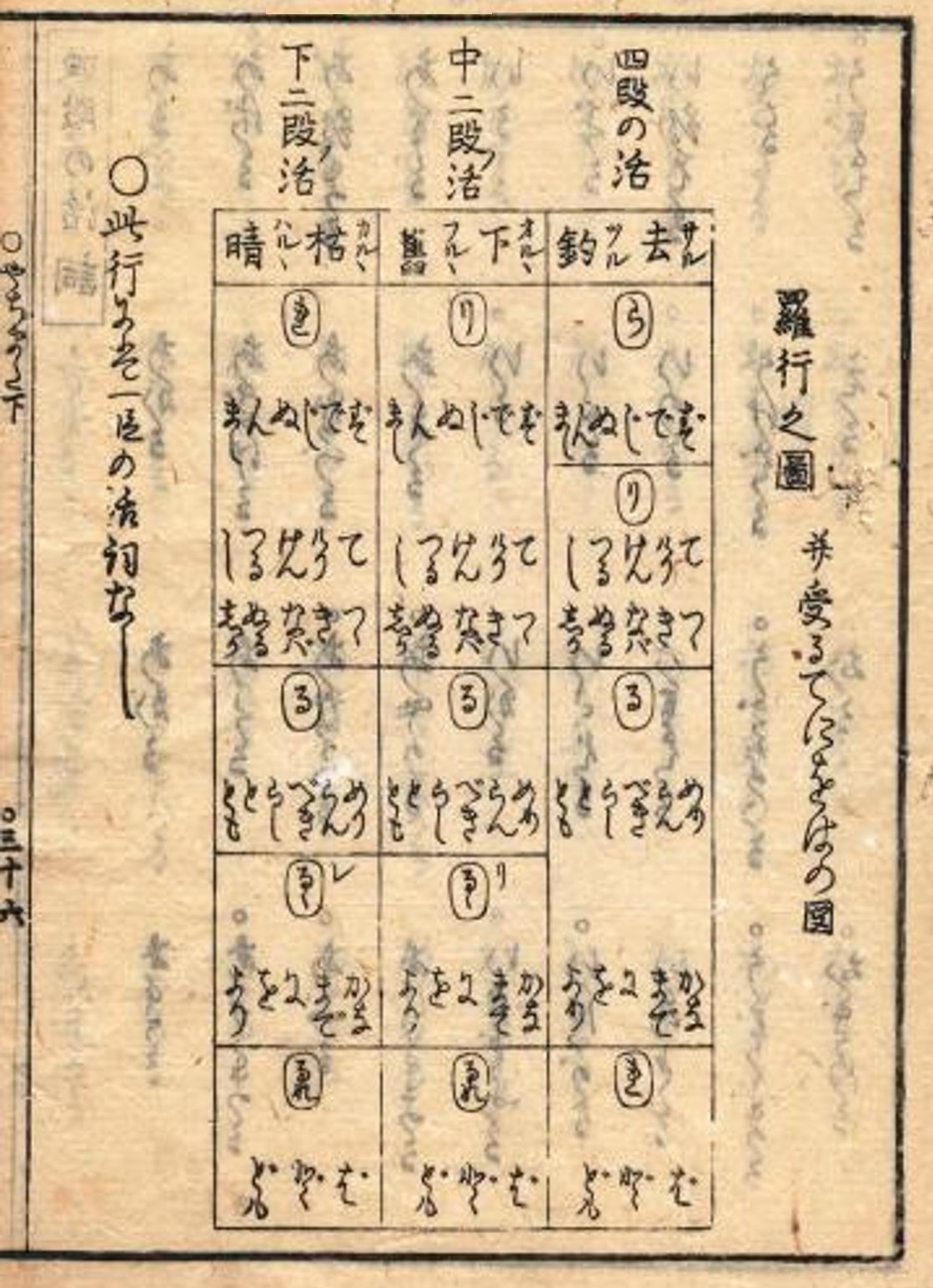
『詞八衢』

文化3年（1806年）3月頃、『詞八衢』を完成させる。この書は五十音を基に動詞の活用型と活用形を体系化したもので、明治以降の文法研究にも踏襲され、現代における動詞活用研究の原型を作った。形容詞の活用を欠く点が不備として指摘されることがあるが、これは五十音と動詞の活用との関係を明示するために意図的に排除したものとみるべきである。なお、文化5年（1808年）に刊行された後、名声が高まって門人も急増したという。
文政11年（1828年）頃、『詞通路』を完成させる。この書は動詞の活用の相違に付随して生ずる意味の相違を追究したもので、宣長の考えを発展させて動詞を6種類に分けて立て、「自他」「兼用」「延約」の3種の観点から説いている。とりわけ中心をなしているのは「自他」で、動詞の活用形態の対応が自他の対応を構成するものであることを明確化し、その活用形態の対応を分類して示した。なお、この書は春庭の没後に刊行された。
こうした動詞の活用現象の本質を体系化した春庭の研究は、結果として「本居学派」と「富士谷学派」の説を融合させて「末代迄不動説」の確立に貢献した。

## 著作
- 『古事記伝目録』
- 『詞八衢』(1808年)
- 『後鈴屋集』
- 『詞通路』(1828年)